# Polistes macrocephalus
Polistes macrocephalus är en getingart som beskrevs av Joseph Charles Bequaert 1918.
Polistes macrocephalus ingår i släktet pappersgetingar och familjen getingar. Inga underarter finns listade i Catalogue of Life.